# بابلو هيرنانديز

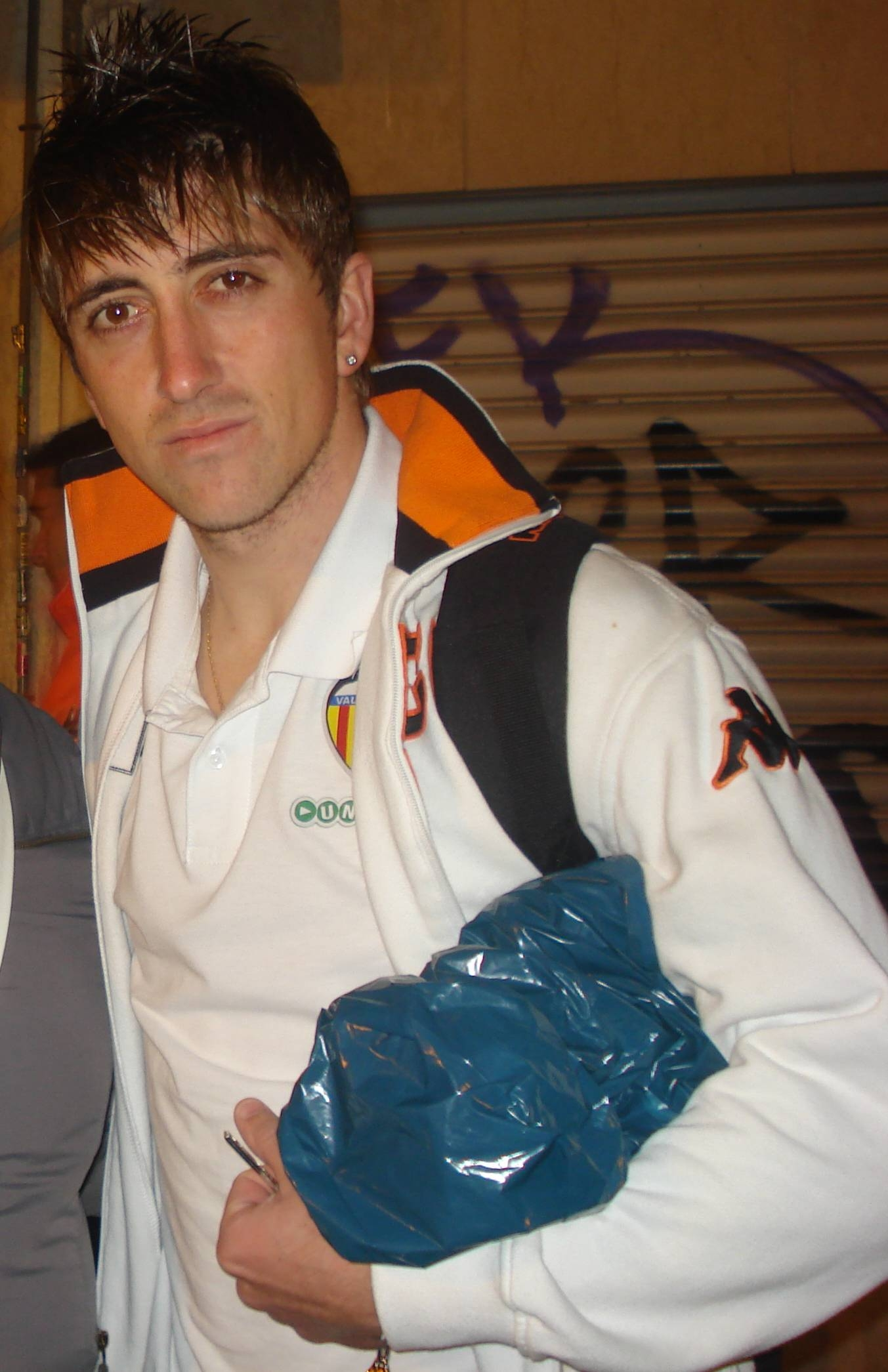
بابلو هيرنانديز

بابلو هيرنانديز دومينغيز (بالإسبانية: Pablo Hernández Domínguez)‏، من مواليد 11 ابريل 1985، لاعب كرة قدم إسباني.
يلعب مع نادي النصر الرياضي الإماراتي بنظام الأعارة .
بدأ باللعب مع منتخب إسبانيا لكرة القدم في عام 2009.

## انتقاله إلى الدوري القطري
انتقل للعب مع نادي العربي القطري في الدوري القطري بتاريخ 3/8/2014

## اعارته للنصر الإماراتي
اعير إلى نادي النصر الإماراتي قادماً من نادي العربي القطري

## روابط خارجية
- بابلو هيرنانديز على موقع الاتحاد الدولي (مؤرشف)  (الإنجليزية)
- بابلو هيرنانديز على موقع قاعدة بيانات كرة القدم.إي يو (الإنجليزية)
- بابلو هيرنانديز على موقع ناشيونال فوتبول تيمز (الإنجليزية)
- بابلو هيرنانديز على موقع Soccerbase.com (لاعب) (الإنجليزية)
- بابلو هيرنانديز على موقع Soccerway.com (الإنجليزية)
- بابلو هيرنانديز على موقع عالم كرة القدم.نت (الإنجليزية)
- بابلو هيرنانديز على موقع AS.com (الإسبانية)